# José Sánchez del Río
José Sánchez del Río   (Sahuayo, 28 de març de 1913 - Michoacán, 10 de febrer de 1928) va ser un nen mexicà que va ser assassinat en negar-se a renunciar a la seva fe catòlica a mans de funcionaris governamentals que volien eliminar la dissidència i erradicar la llibertat religiosa durant la Guerra Cristera.
Va ser declarat venerable el 22 de juny de 2004 per Joan Pau II i beatificat per Benet XVI el 20 de novembre de 2005 a Mèxic. El Papa Francesc el va proclamar sant el 16 d'octubre de 2016.

## Biografia
José Luis Sánchez del Río va néixer el 28 de març de 1913 a Sahuayo, Michoacán. Va anar a l'escola de la seva ciutat natal i després a Guadalajara, a Jalisco.
El 1926 es va iniciar la Guerra Cristera quan el govern mexicà va començar a eliminar els privilegis de l'església i apoderar-se de les propietats de la institució, d'acord amb les lleis anticlericals de la Constitució de Mèxic. El president Plutarco Elías Calles, que va prendre possessió del càrrec el 1924, es va centrar en l'Església Catòlica Romana confiscant els béns, tancant les escoles religioses i executant i obligant a exiliar-se als sacerdots.
Els germans de José van unir a les forces rebels, però la seva mare no li va permetre anar-hi. El general rebel, Prudencio Mendoza, també va rebutjar-lo. El noi va insistir que volia donar la seva vida per Jesucrist per anar al cel. El general finalment va cedir i va permetre a José convertir-se en el portabandera de la tropa. Els Cristeros el van sobrenomenar Tarsici, en honor del sant paleocristià que va ser martiritzat per protegir l'eucaristia de la profanació.
Durant els intensos combats del 25 de gener de 1928, el cavall de Mendoza va ser assassinat i José va donar el seu cavall al general perquè continués la lluita. Després va buscar cobertura i va disparar contra l'enemic fins que es va quedar sense municions. Les tropes governamentals van capturar el noi i el van empresonar a la sagristia de l'església local.
Dos amics de la infància van presenciar l'assassinat de José. Va ser capturat per les forces governamentals, que li van ordenar renunciar a la seva fe en Crist sota l'amenaça de mort. Es va negar a acceptar l'apostasia. Per fer-lo canviar d'opinió li van fer veure com penjàven un altre cristero que tenien sota custòdia, però José va animar l'home dient que aviat es retrobarien al cel després de la mort. A la presó, resava el rosari diàriament i escrivia a la seva mare dient que estava disposat a complir la voluntat de Déu. El seu pare va intentar obtenir un rescat per salvar-lo, però no va poder fer-ho a temps, no aconseguint així l'alliberament del seu fill.
El vespre del 10 de febrer de 1928 "li van tallar la part inferior dels peus i el van obligar a passejar per la ciutat cap al cementiri. De vegades també el tallaven amb un matxet fins que sagnava per diverses ferides. Va plorar i va gemegar de dolor, però no va cedir. De vegades l'aturaven i li deien: "Si crides "Mort a Crist Rei" et salvarem la vida". José només deia: 'Mai no cediré. Viva Cristo Rey!'".

## Canonització

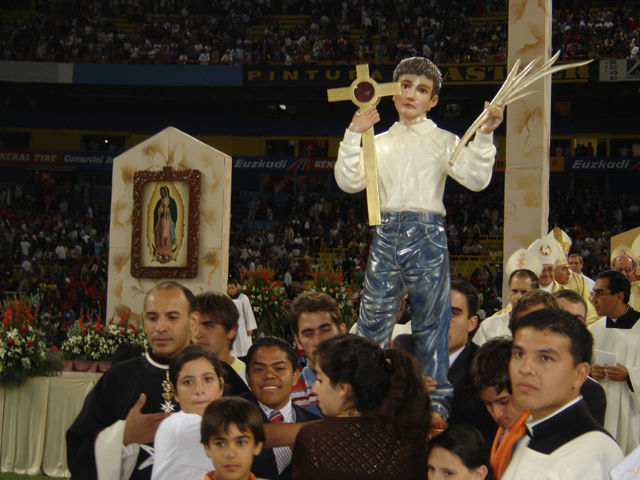
Beatificació de José Luis Sánchez del Rio a l'estadi de Guadalajara, Mèxic

Les restes de José Luis Sánchez del Río estan consagrades damunt d'un altar lateral a l'església de Sant Apòstol Santiago de Sahuayo, la seva ciutat natal.
El 21 d'octubre de 1996 se li va atorgar el títol de Servent de Déu, la primera etapa del procés de santedat. El procés es va ratificar més tard el 29 de novembre de 2002 i va permetre als funcionaris redactar i presentar el 2003 el Positio sobre el seu martiri. Joan Pau II va aprovar el 22 de juny de 2004 el miracle de la beatificació. Va ser beatificat per Benet XVI el 20 de novembre de 2005 a Mèxic; tot i que en nom del pontífex va ser el cardenal-prefecte de la Congregació per a les Causes, José Saraiva Martins, dels Sants qui va presidir la cerimònia.
El miracle necessari per a la seva canonització va ser la inexplicable recuperació d'un nadó a Mèxic que els metges havien dit que no tenia "cap esperança de supervivència", 2008-2009. Un consell mèdic ho va aprovar el 2015, mentre que els teòlegs també ho van fer el 8 d'octubre de 2015 i el Vaticà va atorgar l'aprovació definitiva el 12 de gener de 2016.
El Papa Francesc va aprovar que el miracle s'atribuïa directament a la seva intercessió el 21 de gener de 2016 i va ser canonitzat com a sant de l'Església Catòlica Romana el 16 d'octubre de 2016.

## A la cultura popular
Josep és un dels protagonistes de la pel·lícula Cristiada que representa la història de la guerra Cristera i també el seu martiri.